# Alison Barros Moraes
Alison Barros Moraes (nacido el 30 de junio de 1982) es un exfutbolista brasileño que se desempeñaba como delantero.
Jugó para clubes como el Ulsan Hyundai, Daejeon Citizen, Marília y Omiya Ardija.

## Trayectoria

### Clubes
| Club            | País          | Año         |
| --------------- | ------------- | ----------- |
| Ulsan Hyundai   | Corea del Sur | 2002 - 2003 |
| Daejeon Citizen | Corea del Sur | 2003 - 2005 |
| Marília         | Brasil        | 2006        |
| Omiya Ardija    | Japón         | 2006 - 2007 |